# Szydłowo (gmina w województwie wielkopolskim)
Szydłowo – gmina wiejska w województwie wielkopolskim, w powiecie pilskim. 
Oficjalna siedziba gminy to Szydłowo, choć urząd gminy znajduje się we wsi Jaraczewo.
Gmina ma 8983 mieszkańców (31 grudnia 2017). Natomiast według danych z 31 grudnia 2019 roku gminę zamieszkiwało 9196 osób.
Na terenie gminy funkcjonuje lądowisko Krępsko.

## Położenie
Powierzchnia gminy wynosi 267,46 km² (1 stycznia 2010), stanowiąc 21,11% powierzchni powiatu.
W 2002 roku gmina Szydłowo miała obszar 267,53 km², 
Powierzchnia ewidencyjna 26751 ha, Powierzchnia geodezyjna 26744 ha
w tym:
- użytki rolne: 57%
- użytki leśne: 39%

W latach 1975–1998 położona była w województwie pilskim. 
Sąsiednie gminy:
Jastrowie, Krajenka, Piła, Tarnówka, Trzcianka, Wałcz.

## Demografia

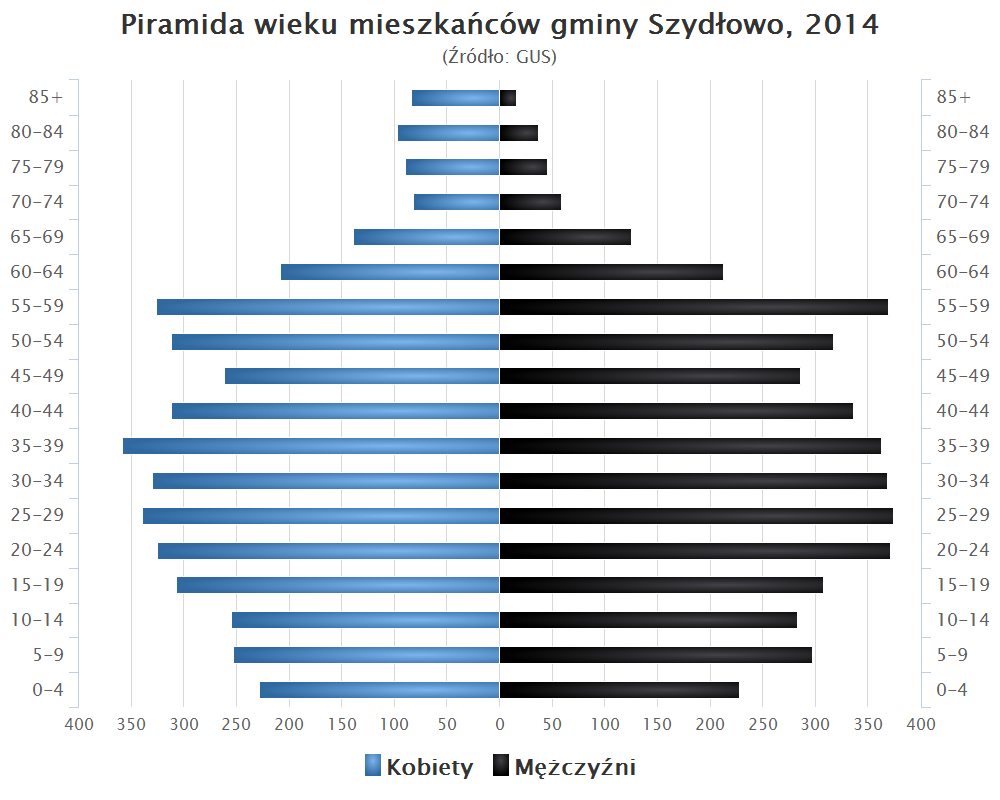
Piramida wieku mieszkańców gminy Szydłowo w 2014 roku

Dane z 30 czerwca 2004:
| Opis                              | Ogółem | Ogółem | Kobiety | Kobiety | Mężczyźni | Mężczyźni |
| --------------------------------- | ------ | ------ | ------- | ------- | --------- | --------- |
| jednostka                         | osób   | %      | osób    | %       | osób      | %         |
| populacja                         | 7301   | 100    | 3632    | 49,7    | 3669      | 50,3      |
| gęstość zaludnienia (mieszk./km²) | 27,3   | 27,3   | 13,6    | 13,6    | 13,7      | 13,7      |

## Podział administracyjny
Gmina Szydłowo utworzyła 20 jednostek pomocniczych, będących sołectwami.
SołectwaCoch, Dobrzyca, Dolaszewo, Gądek, Jaraczewo, Kłoda, Kotuń, Krępsko, Leżenica, Leżenica-Kolonia, Nowa Łubianka, Nowy Dwór, Nowa Zawada, Pokrzywnica, Róża Wielka, Skrzatusz, Stara Łubianka, Szydłowo, Tarnowo, Zawada;

## Miejscowości
WsieCyk, Dobrzyca, Dolaszewo, Jaraczewo, Kłoda, Kotuń, Krępsko, Leżenica, Leżenica-Kolonia, Nowa Łubianka, Nowy Dwór, Pokrzywnica, Róża Wielka (Róża Mała, Różanka), Skrzatusz (Bryś-Folwark, Coch, Dąbrowa), Stara Łubianka, Szydłowo, Tarnowo, Zabrodzie, Zawada;
OsadyFurman, Gądek, Pluty, Płytnica, Skrobek;
Osady leśneCzaplino, Kłoda;
KolonieKlęśnik, Wildek;
InneKolonia Busz, Leśny Dworek, Kolonia Róża Wielka;

## Komunikacja

### Drogi Krajowe
- [[Droga krajowa nr 10 (Polska)|Droga Krajowa nr. 10 10]] (Szczecin – Piła – Bydgoszcz – Toruń – Płońsk k. Warszawy)
- Droga Krajowa nr. 11 11 (Koszalin – Piła – Poznań – Ostrów Wlkp. – Bytom)

### Drogi Wojewódzkie
- (kawałek) Droga Wojewódzka nr. 178 178 (Wałcz – Trzcianka – Oborniki | S 11)
- [[Droga wojewódzka nr 179|Droga Wojewódzka nr. 179 179]] (Piła – Rusinowo | 22)

### Kolejowa
Z miastem Piła i Wałcz.

### Autobusowa
Gmina Szydłowo w ramach Funduszu rozwoju przewozów autobusowych dofinansowuje komunikację gminną realizowaną przez Wałeckie Towarzystwo Przewozowe "Lasocki" na trasach:
1. Jaraczewo - Szydłowo, szkoła - Jaraczewo - Furman - Nowy Dwór - Leżenica - Szydłowo, szkoła - Jaraczewo (w obie strony);
2. Jaraczewo - Szydłowo, szkoła - Pokrzywnica - Kłoda - Gądek skrzyż. - Leżenica - Różanka - Róża Wielka - Róża Mała - Szydłowo, szkoła;
3. Jaraczewo - Skrzatusz - Pluty - Skrzatusz - Coch skrzyż. - Skrzatusz - Jaraczewo;
4. Jaraczewo - Skrzatusz - Nowa Łubianka - Stara Łubianka - Skrzatusz (w obie strony);
5. Jaraczewo - Stara Łubianka, szkoła - Kotuń - Cyk - Dolaszewo, ul. Malinowa - Szydłowo, szkoła - Jaraczewo;
6. Jaraczewo - Szydłowo, szkoła - Zawada - Dolaszewo os., ul. Wierzbowa - Cyk - Kotuń - Szydłowo, szkoła - Jaraczewo;
7. Jaraczewo - Szydłowo, szkoła - Pokrzywnica - Róża Wielka - Róża Mała -  Kłoda - Szydłowo, szkoła - Jaraczewo;
8. Jaraczewo - Szydłowo, szkoła - Dolaszewo - Zawada - Szydłowo, szkoła - Jaraczewo;
9. Jaraczewo - Stara Łubianka, szkoła - Nowa Łubianka - Stara Łubianka, dworzec - Jaraczewo;
10. Jaraczewo - Dobrzyca - Krępsko - Tarnowo - Stara Łubianka;
11. Jaraczewo - Stara Łubianka szkoła - Dobrzyca - Stara Łubianka, dworzec - Stara Łubianka, szkoła;
12. Stara Łubianka, szkoła - Zawada - Szydłowo, szkoła - Stara Łubianka, szkoła - Jaraczewo;
13. Jaraczewo - Stara Łubianka, szkoła - Jaraczewo - Nowy Dwór - Leżenica - Pokrzywnica - Szydłowo, szkoła - Kotuń (w obie strony)
14. Stara Łubianka - Zawada -Szydłowo - Dolaszewo, ul. Malinowa - Cyk - Kotuń - Kotuń os.[9];

Wałeckie Towarzystwo Przewozowe zapewnia także dojazd do Piły mieszkańcom: Cochu, Cyku, Dobrzycy, Dolaszewa, Gądka, Jaraczewa, Kotunia, Krępska, Leżenicy, Nowej Łubianki, Nowego Dworu, Plut, Pokrzywnicy, Róży Wielkiej, Skrzatusza, Starej Łubianki, Szydłowa, Tarnowa i Zawady.
MZK Piła w ramach linii 60 umożliwia dojazd do Piły mieszkańcom: Dolaszewa, Jaraczewa i Szydłowa, a w ramach linii 1 mieszkańcom Nowej Zawady.

## Miasta partnerskie
- Blato  Chorwacja
- Domnitz  Niemcy
- Domos  Węgry